# ند لیدل
ند لیدل (انگلیسی: Ned Liddell; ۲۷ مهٔ ۱۸۷۸ – نوامبر ۱۹۶۸ (aged 90)) بازیکن فوتبال اهل بریتانیا بود.
از باشگاه‌هایی که در آن بازی کرده‌است می‌توان به باشگاه فوتبال آرسنال، باشگاه فوتبال لیتون اورینت، باشگاه فوتبال ساندرلند، باشگاه فوتبال ساوت‌همپتون، باشگاه فوتبال گینزبورو ترینیتی، و باشگاه فوتبال ساوتند یونایتد اشاره کرد.